# Сахно Анатолій Іванович
Анато́лій Іва́нович Сахно́ (нар. 5 серпня 1952, с. Пристайлове Лебединського району Сумської області) — український письменник.
Член Національної спілки журналістів України (1985), Національної спілки письменників України (2015).

## Життєпис
Народився в селі Пристайловому. З п'яти років (після смерті батька) жив у селі Будилка Лебединського району Сумщини. Має старшу сестру Надію. Здобув освіту в Лебединській музичній школі по класу баяна. Закінчив Сумський педагогічний інститут ім. А. С. Макаренка (1977) за фахом учитель української мови та літератури. Працював учителем у Сумській середній школі № 8. Служив в органах державної безпеки (1979—2006): спочатку в оперативних підрозділах, потім — заступник начальника, начальник пресцентру Служби безпеки України (1992—2000), радник голови СБУ, згодом — перший заступник начальника Головного управління СБУ в АР Крим. Працював також у департаменті захисту національної державності та боротьби з тероризмом СБУ. Полковник у відставці. У 2010—2015 роках — начальник управління Державної служби України з контролю за наркотиками.
Ветеран військової служби.
Живе в Києві.
Перебуваючи на державних посадах, а згодом на творчій роботі, підтримував тісні зв'язки з громадою м. Лебедина, учасник багатьох громадських і культурних заходів на малій батьківщині. За заслуги перед громадою міста, а також визначну благодійницьку, гуманістичну та громадську діяльність рішенням 48-ї сесії Лебединської міської ради VI скликання від 29.04.2014 року А. І. Сахну присвоєно звання «Почесний громадянин м. Лебедина».

## Творчий доробок
Автор романів:
- «Вершина» (К.: ПРЕС-КІТ, 2012)[7], який перевидано під назвою «Соло бунтівного полковника. Вершина» (К.: Ярославів Вал, 2014)
- «Острів Хо. Поріг болю» (К.: Ярославів Вал, 2017)[8]
- «Ліліпути на підборах» (К.: Ярославів Вал, 2021)[9]

Автор книжки нарисів «Щоденник „контрреволюціонера“» (1999), статей у збірнику «Слово — душа наша» (1999) та ювілейному виданні «На сторожі незалежності держави. 10 років Службі безпеки України» (2002). Автор збірки новел «Грішний вогонь» (2005). Публікувався в пресі, зокрема з питань реабілітації репресованих українців.

## Рецензії
- Сергій Шевченко. Роман Анатолія Сахна «Ліліпути на підборах»: бити не можна хвалити. МІА «Вектор ньюз». 10 лютого 2021. Процитовано 5 серпня 2023.
- Оксана Ровенчак. Богдан Зорій як оголений нерв… з янголем!. Золота пектораль. 11 липня 2023. Процитовано 5 серпня 2023.

## Нагороди, відзнаки
- Міжнародна премія імені Володимира Винниченка (2019)
- Почесний громадянин міста Лебедина (2014)
- Медаль «70 років Збройних Сил СРСР» (1988)
- Медалі, інші відомчі заохочувальні відзнаки державних структур.

## Захоплення
Література, музика, спів.